# Rampur (Palpa)
Rampur (nep. रामपुर) – gaun wikas samiti w zachodniej części Nepalu w strefie Lumbini w dystrykcie Palpa. Według nepalskiego spisu powszechnego z 2001 roku liczył on 1807 gospodarstw domowych i 8881 mieszkańców (4600 kobiet i 4281 mężczyzn).